# OFK Titograd
L'OFK Titograd (nom complet: Omladinski Fudbalski Klub Titograd, en montenegrí: ОФК Титоград) és un club de futbol montenegrí de la ciutat de Podgorica. Anteriorment s'anomenava Fudbalski Klub Mladost Podgorica (en montenegrí: ФК Младост Подгорица).

## Història
El club va ser fundat el 1951. S'ha anomenat successivament:
- 1951-1960: FK Mladost (Fudbalski klub Mladost Titograd)
- 1960-1992: OFK Titograd (Omladinski fudbalski klub Titograd)
- 1992-2018: FK Mladost (Fudbalski klub Mladost Podgorica)
- 2018-avui: OFK Titograd (Omladinski fudbalski klub Titograd)

## Palmarès
- Lliga montenegrina de futbol:[3]
  - 2015–16

- Copa montenegrina de futbol:[4]
  - 2014–15, 2017–18

- Segona divisió montenegrina de futbol: 
  - 2009-10

- Lliga de Montenegro (Iugoslàvia): 
  - 1958-59, 1960-61, 1961-62, 1963-64, 1966-67, 1967-68, 1974-75, 1978-79, 1983-84, 1986-87, 1990-91, 1998-99

- Copa de Montenegro (Iugoslàvia): 
  - 1965-66, 1975-76, 1982-83, 1997-98, 2002-03